# قوله‌بند
قوله‌بند (به ترکی آذربایجانی: Qüləbənd) یک منطقهٔ مسکونی در جمهوری آذربایجان است که در شهرستان اوجار واقع شده‌است. قوله‌بند ۱٬۰۷۷ نفر جمعیت دارد.